# Leo Perutz
Leopold Perutz, conocido como Leo Perutz (Praga, 2 de noviembre de 1882 – Bad Ischl, Austria, 25 de agosto de 1957), fue un escritor y matemático austriaco de origen judío.

## Biografía

### Infancia y educación
Perutz fue el hijo mayor de Benedikt Perutz, un próspero empresario textil, y de su esposa, Emilie, de origen austriaco. Su familia paterna era de ascendencia sefardí, y llevaba residiendo al menos desde 1730 en la ciudad de Rakonitz, a unos 50 kilómetros de Praga. Los Perutz eran de religión judía, aunque la religión no desempeñaba un papel importante en sus vidas. Leo tuvo tres hermanos menores, dos varones (Paul, nacido en 1885; y Hans, nacido en 1892), y una hermana (Charlotte, nacida en 1888).
Leopold no fue un buen estudiante. Asistió, con resultados mediocres, a la prestigiosa escuela de los Padres Escolapios, y luego al gimnasio estatal de Praga, de donde fue expulsado por mala conducta. Inscrito en el liceo de Krummau, lo abandonó antes de graduarse. En 1901 la familia se trasladó a Viena, donde desarrollaría una floreciente actividad comercial que duraría hasta la anexión (Anschluss) del estado austriaco por la Alemania nazi. En Viena, Leopold volvió a intentar terminar sus estudios en un gymnasium, pero, dados los malos resultados, decidió empezar a trabajar en la empresa familiar, en la que permaneció hasta 1903, cuando se presentó voluntario para prestar el servicio militar en Praga. Fue licenciado, por motivos de salud, en diciembre de 1904.
Desde 1905 asistió, como oyente, ya que no reunía los necesarios requisitos para matricularse de forma oficial, a las Facultades de Filosofía y Matemáticas de la Universidad de Viena, donde siguió cursos de matemáticas y economía. En 1906 ingresó en el Politécnico de Viena, donde estudió cálculo de probabilidades, estadística, matemáticas aplicadas a la economía y economía política. Algunos documentos descubiertos después de su muerte mencionan una licenciatura en matemáticas aplicadas a la economía; sin embargo, parece que el autor no obtuvo nunca el título de bachillerato necesario para acceder a la formación universitaria.

### Inicios literarios
Durante esta época entró en contacto con el círculo literario Freilicht, compuesto en su mayoría por escritores principiantes. Hizo amistad con Richard A. Bermann (que ya había sido compañero suyo de clase en el liceo de Viena, y que más tarde se haría famoso con el pseudónimo de Arnold Höllriegel), con Berthold Viertel y con Ernst Weiß. Recibió también sin duda la influencia del austríaco Karl Kraus, autor de un monumental drama satírico contra la guerra, Los últimos días de la humanidad. Durante esos años, Kraus fundó y dirigió la revista Die Fackel, de la que Perutz fue un asiduo lector. En febrero de 1906, Perutz publicó en la revista Der Weg su primer cuento, y en marzo de 1907, en Sonntags-Zeit, su primera novela corta, Der Tod des Mess Lorenzo Bardi ("La muerte de Maese Lorenzo Bardi"), ambientada en la Italia renacentista.

### Las matemáticas y los cafés vieneses (1907-1915)
Desde febrero de 1907 Leo Perutz se encuentra en Trieste, empleado como matemático actuario en la compañía Seguros Generales, la misma en cuyas oficinas de Praga trabajaba, por la misma época, Franz Kafka. Además de su trabajo cotidiano, Perutz continuó publicando reseñas y cuentos. En 1908 se trasladó de Trieste a Viena, donde fue empleado de la compañía de seguros Anker, a cuyo servicio permanecería hasta 1923. Como especialista en estadística, Leo Perutz realizó una importante contribución científica. Se ocupó principalmente del cálculo de las tasas de mortalidad. Publicó sus trabajos en varias revistas especializadas, y descubrió la llamada "fórmula de equivalencia de Perutz", que aún se utiliza en el cálculo estadístico. Durante toda su vida, el autor se interesó por los problemas matemáticos; de hecho, las matemáticas tendrían un importante papel en la construcción de su obra literaria.
En Viena, Leo Perutz frecuentó varios cafés literarios, en los que se vivía una nueva vitalidad cultural, opuesta a la rigidez de los ambientes académicos, de la que formaban parte destacados intelectuales de aquellos años, como Peter Altenberg, Hermann Bahr, Oskar Kokoschka y Alfred Polgar. En estos años de preguerra, además, Perutz cultivó intensamente el deporte, especialmente el esquí, al que fue un gran aficionado. Viajó por varios países de la cuenca mediterránea, entre ellos Francia, Italia, España, el norte de África, Turquía, el Líbano, Palestina y Egipto. Su tren de vida en aquella época estaba muy por encima de las posibilidades de un empleado de una compañía de seguros, por lo que es muy probable que contase con el apoyo económico de su familia.

### Los primeros éxitos literarios y la Primera Guerra Mundial (1915-1918)
En 1915 se publicó, en Múnich, su primera novela, La tercera bala (Die dritte Kugel). Al año siguiente vio la luz una segunda, escrita en colaboración con Paul Frank, Das Mangobaumwunder. Ambas obras tuvieron un éxito discreto, en particular la primera, que fue elogiada en una reseña de Kurt Tucholsky. La segunda sería incluso adaptada al cine, con el título de Das Abenteuer des Dr. Kircheisen (Rudolph Biebrach, 1921). 
Perutz no participó del entusiasmo belicista que animó a otros escritores de su época. A causa de su miopía, no fue llamado a filas hasta agosto de 1915, en que fue trasladado a Budapest para recibir un curso de adiestramiento militar. Al concluir el curso, en marzo de 1916, fue enviado a combatir al frente oriental. En julio fue herido gravemente en los pulmones y cayó enfermo de septicemia, lo que le obligó a una larga convalecencia en un hospital militar. Cuando se recuperó, aproximadamente un año después, fue enviado, con el grado de teniente, a prestar servicio en el cuartel general del ejército austríaco, donde realizó principalmente funciones administrativas. En el departamento de criptografía conoció a Egon Erwin Kisch, que posteriormente se convertiría en uno de los más importantes periodistas de la primera mitad del siglo XX. En marzo contrajo matrimonio con Ida Weil.

### El éxito (1918-1928)
También en 1918 se publicó su primer gran éxito editorial, Mientras dan las nueve (Zwischen neun und neun), acogido favorablemente por la crítica oficial, que llegó incluso a comparar a Perutz con Dostoyevski. Los derechos de la novela fueron adquiridos por una compañía cinematográfica estadounidense, que, sin embargo, no llegó a producir ninguna película.
Durante estos años, el autor continuó residiendo en Viena. Se inscribió en el Partido Social Democrático, participando en numerosas manifestaciones políticas; publicó varios artículos atacando con dureza la justicia militar austríaca; y de vez en cuando tomó parte de los consejos de fábrica de la compañía en la que trabajaba. En esta época, Perutz, como miembro del Partido Social Democrático, era partidario de la incorporación de Austria a Alemania, en el que estaba vigente el orden republicano y parlamentario, admirado por Perutz, de la República de Weimar.
Los años entre 1918 y 1928 fueron también muy productivos desde el punto de vista literario. Durante este período, Perutz publicó seis novelas, que fueron muy apreciadas por público y crítica. Cultivó además el relato breve, la novela corta, e incluso las obras teatrales. En 1928 apareció por entregas en el Berliner Illustrierten Zeitung la novela ¿A dónde vas, Manzanita? (Wohin rollst du, Äpfelchen...).
El éxito de la novelas de Perutz llegó hasta Alemania y le facilitó el contacto con otros intelectuales, con muchos de los cuales mantuvo relación epistolar, como Bertolt Brecht, Theodor Kramer, Anton Kuh, Robert Musil, Friedrich Reck-Malleczewen, Alexander Roda Roda y Franz Werfel. Durante esta época entabló también amistad con Bruno Brehm, un novelista austríaco que más tarde abrazaría la ideología nazi, y sería un firme defensor del nazismo en Austria. A pesar de las durísimas críticas que Perutz, de origen judío, recibió por causa de esta amistad, la mantendría durante el resto de su vida e incluso, terminada la guerra, defendería a Behm, atestiguando su antirracismo. Otros amigos de Perutz se verían también atraídos posteriormente por el nazismo, como es el caso de Josef Weinheber y Mirko Jelusich. También por esta época conoció a Alexander Lernet-Holenia, novelista austríaco que más tarda fungiría como albacea literario de Perutz, ocupándose de la publicación de su novela póstuma, El Judas de Leonardo. El punto de encuentro de este grupo de intelectuales era el Café Herrenhof de Viena. 
Durante estos años, Perutz llevó una serena vida familiar con su esposa, Ida. Desde 1922, el matrimonio vivió en un piso de cuatro habitaciones cerca del Liechtensteinparks de Viena. En 1920 nació su primogénita, Michaela; en 1922 Leonora y en 1928 el primer varón, Felix. La familia viajó mucho por Europa; al término de estos viajes, el autor publicó varios artículos en diarios vieneses. Entre 1926 y 1927 fue corresponsal en Rusia, y durante el mismo período tradujo del francés algunas novelas de Víctor Hugo.

### Crisis personal y económica (1928-1933)
Poco después del nacimiento de su último hijo se produjo la muerte de su joven esposa, Ida, y el trágico suceso sumió al escritor en una profunda desesperación que en algunos momentos llegó a afectar a su equilibrio mental. Aun siendo fuertemente escéptico, comenzó a frecuentar a médiums y ocultistas, con la esperanza de establecer contacto con el espíritu de su esposa fallecida. La profunda crisis económica que se desató en todo el mundo a finales de la década de 1920 afectó también al negocio editorial, con lo que los ingresos económicos de la familia disminuyeron considerablemente. También la floreciente industria textil de la familia, propiedad de su hermano Hans, vio reducirse sensiblemente sus beneficios.
Con el objeto de aumentar sus ingresos, colaboró literariamente con su amigo Alexander Lernet-Holenia, y, junto con Paul Frank y Hans Adler, intentó introducirse en el mundo del teatro, componiendo diversas piezas, de muy diferente fortuna. 
En 1933 se publicó su novela La nieve de San Pedro (St.Petri-Schnee), pero en Alemania el nazismo había llegado ya al poder y el libro apenas se distribuyó a las librerías. Leo Perutz no figuraba todavía en la lista de autores prohibidos por el régimen, pero su editorial, Zsolnay, tenía un propietario judío, por lo que se le prohibió distribuir sus libros en el Tercer Reich. Al perder el mercado editorial alemán, la economía del escritor se vio seriamente afectada.

### Exilio en Palestina (1934-1945)
En 1935 Leo Perutz contrajo segundas nupcias con Grete Humburger. En 1937 concluyó la escritura de la que luego consideraría su mejor y más lograda novela, El caballero sueco (Der schwedische Reiter), en la que trabajaba desde 1928. 
En marzo de 1938, Austria fue anexionada a la Alemania nazi y el escritor se vio obligado a abandonar Viena con su familia. Primero marchó a Italia, donde pasó primero una breve temporada en Venecia, y luego un periodo más largo en Forte dei Marmi, a la espera de obtener un visado para Palestina. Desde la ciudad toscana, el 10 de septiembre de 1938, la familia Perutz se embarcó para Haifa, cediendo a las presiones del hermano del autor, Hans, convencido sionista, que había transferido sus negocios a Tel Aviv. El escritor consideró la partida hacia Oriente Próximo un auténtico exilio, pues él hubiera preferido trasladarse a algún lugar en Europa o los Estados Unidos. 
Perutz fue acogido calurosamente por la comunidad judía de Tel Aviv. En 1939 fue elegido miembro del Pen-Club de la ciudad y en 1940 obtuvo la ciudadanía judía. Sin embargo, la experiencia palestina fue para Perutz dura y difícil desde sus inicios. No sentía un particular entusiasmo por la causa sionista, y sufrió por su alejamiento de los centros de la cultura europea. 
Sus contactos con otros escritores en Palestina fueron bastante limitados. No participó en las diversas revistas y asociaciones fundadas por los exiliados, aunque mantuvo relaciones con algunos escritores de lengua alemana, como Max Brod y Arnold Zweig, ambos miembros del Pen-Club. Continuó utilizando exclusivamente el idioma alemán, en una época en que ésta era considerada en Palestina la lengua del enemigo (las tropas del Eje parecían a punto de obtener la victoria en el cercano frente de Egipto). No pretendía con ello buscar la confrontación con las élites sionistas, sino poner de manifiesto su pertenencia a la cultura centroeuropea.
Durante los meses de verano, el escritor y su familia se trasladaban a Jerusalén, cuyo clima, más fresco que el de Tel Aviv, era muy apreciado por el escritor.
Siguiendo el consejo de su hermano, Perutz trabajó en la redacción de un manual de bridge, con el objetivo de mejorar sus condiciones económicas. Este manual sería publicado, de forma anónima, en Estados Unidos. 
En 1941, gracias al interés de algunos amigos suyos que habían emigrado a Argentina, y a la ayuda de Jorge Luis Borges, que se convirtió muy pronto en uno de sus mayores admiradores, se publicaron traducciones al español de algunos libros de Perutz. Por entonces el autor escribía muy poco, y se dedicaba principalmente a la investigación histórica.

### Regreso del exilio y muerte (1945-1957)
Ya en 1945, Perutz intentó regresar a Austria con su familia, pero la confusión reinante en Europa tras la Segunda Guerra Mundial hizo el retorno imposible. No acogió con demasiado entusiasmo la creación del estado de Israel, dada su aversión a todo tipo de nacionalismo, y vivió con tristeza la expulsión de Jerusalén de los árabes. En 1948 escribió a un amigo: "Palestina ha cambiado... Los árabes han desaparecido casi por completo de la zona que les pertenece. No siento amor por el nacionalismo, ni siquiera por el patriotismo: ambos son culpables de todas las desgracias". Intentó repetidamente regresar a Europa, pero, entre tanto, había estallado la guerra entre Israel y los países árabes, por lo cual se impusieron serias restricciones a quienes pretendían viajar al extranjero. Hasta 1950 no obtuvo Perutz permiso para regresar a Austria. En 1951, los Perutz recuperaron la ciudadanía austriaca. Desde entonces y hasta su muerte, el autor vivió a caballo entre Austria y Oriente Medio.
En Viena, esperaban al escritor momentos difíciles. A pesar de su prestigio, no consiguió encontrar un editor que publicase sus cuentos, que fueron juzgados excesivamente judíos. Perutz se reencontraba así con el antisemitismo que le había obligado a exiliarse. 
En 1953 apareció la novela que es considerada su obra maestra, De noche, bajo el puente de piedra (Nachts unter der steinernen Brücke). La obra fue muy bien acogida por la crítica, pero se distribuyó con dificultad a las librerías a causa de la quiebra, sobrevenida poco después, de la editorial que lo publicaba. 
Enfermo de edema pulmonar, Perutz falleció el 25 de agosto de 1957 en Bad Ischl, cerca de Salzburgo, en la frontera entre Austria y Baviera, donde solía pasar los veranos con su familia. 
Después de su muerte apareció, gracias a su amigo y discípulo Alexander Lernet-Holenia, otra de sus obras más destacadas, la novela El Judas de Leonardo (Der Judas des Leonardo), ambientada en la Italia del Renacimiento.

## Obra
La fama de Perutz se basa sobre todo en sus novelas históricas. La primera que publicó fue La tercera bala, ambientada durante la conquista de México por Hernán Cortés. Su segunda novela escrita en solitario, Mientras dan las nueve, es un thriller psicológico que fascinó, entre otros insignes lectores, a Eric Ambler, Friedrich W. Murnau y Alfred Hitchcock.
La acción de El marqués de Bolibar tiene lugar en España durante la Guerra de Independencia
Perutz fue muy admirado por Jorge Luis Borges. El escritor austriaco Robert Musil le atribuyó la creación de un nuevo género literario, que denominó "ficción periodística". El crítico Friedrich Torberg definió sus novelas como el "posible resultado de una unión ilícita de Franz Kafka con Agatha Christie".

## Obras

### Novela
- Die dritte Kugel. Múnich, 1915. Trad. al esp. como La tercera bala.
- Das Mangobaumwunder. Eine unglaubwürdige Geschichte. Múnich, 1916 (con Paul Frank).
- Zwischen neun und neun. Múnich, 1918. Trad. al esp. como Mientras dan las nueve.
- Das Gasthaus zur Kartätsche. Eine Geschichte aus dem alten Österreich. Múnich, 1920.
- Der Marques de Bolibar. Múnich, 1920. Trad. al esp. como El marqués de Bolibar.
- Die Geburt des Antichrist. Viena, Berlín, Leipzig, Múnich, 1921.
- Der Meister des Jüngsten Tages. Múnich, 1923. Trad. al esp. como El maestro del juicio final.
- Turlupin. Múnich, 1924. Trad. al esp. como Turlupin.
- Der Kosak und die Nachtigall. Múnich, 1928 (con Paul Frank).
- Wohin rollst du, Äpfelchen... Berlín, 1928. Trad. al esp. como ¿Adónde vas, Manzanita?.
- St. Petri-Schnee. Berlín, Viena, Leipzig, 1933. Trad. al esp. como El tizón de la Virgen.
- Der schwedische Reiter. Viena, 1936.
- Nachts unter der steinernen Brücke. Ein Roman aus dem alten Prag. Frankfurt, 1953. Traducido al español como De noche, bajo el puente de piedra.
- Der Judas des Leonardo. Viena, Hamburgo, 1959.

### Teatro
- Die Reise nach Preßburg. Viena, 1930.
- Morgen ist Feiertag. Viena, 1935.
- Warum glaubst Du mir nicht?Viena, 1936 (con Paul Frank).

### Relatos
- Herr, erbarme Dich meiner! Viena, 1930.
- Mainacht in Wien. Romanfragmente. Kleine Prosa. Feuilletons. Aus dem Nachlaß. Viena, 1996.

### Traducciones al español
- El maestro del juicio final (Der Meister des Jüngsten Tages, 1923). Traducción de Annie Keney y Elvira Martín. Emecé (El Séptimo Círculo), 1946. Traducción posterior de Jordi Ibáñez (Tusquets, 1988. ISBN 978-84-7223-282-2), utilizada también en una edición posterior en Destino (224, ISBN 978-84-233-3624-1) y nueva traducción del mismo en Libros del Asteroide (ISBN 978-84-17007-01-0).
- Mientras dan las nueve (Zwischen neun und neun, 1918). Traducción de D.I. Vogelmann. Buenos Aires, Editorial Argonauta, 1945.
- La tercera bala (Die dritte Kugel, 1915). Traducción de Amalia Bosch. Debate, 1991. ISBN 978-84-7444-510-7.
- El marqués de Bolibar (Der Marques de Bolibar, 1920). Traducción de Elvira Martín y Annie Reney. Buenos Aires, Argonauta, 1946.
- Turlupin (Turlupin, 1924). Traducción de Erwin T. Engel. Buenos Aires, Editorial Élan, 1944.
- ¿Adónde vas, Manzanita? (Wohin rollst du, Äpfelchen…, 1928). Traducción de Juan Leita Graell. El Aleph, 1992. ISBN 978-84-7669-167-0.
- Señor, apiádate de mí (Herr, erbarme Dich meiner, 1930). Novelas cortas.
- La nieve de san Pedro (St. Petri-Schnee, 1933). También conocido en español como El tizón de la Virgen, o The Virgin´s brand[5] en inglés, traducido de la versión en esta lengua por Perdomo en 1945, y publicado en Argentina por Editorial Argonauta en dicho año. Este título, no obstante, no suele ser habitual en inglés, por cuanto el libro es más fácil localizarlo con el de "St. Peter´s snow".
- El caballero sueco (Der schwedische Reiter, 1936). Traducción de Cristina García Ohlric. Barcelona, Muchnick Editores, 1989.
- De noche, bajo el puente de piedra (Nachts unter der steinernen Brücke. Ein Roman aus dem alten Prag, 1953) Traducción de Perdomo. Buenos Aires, Novela Actual, 1945. Traducción posterior de Cristina García Ohlrich (Barcelona, Libros del Asteroide, 2016. ISBN 978-84-16213-86-3)
- El Judas de Leonardo (Der Judas des Leonardo, 1959). Apareció póstumamente.